# Hexachaeta oblita
Hexachaeta oblita är en tvåvingeart som beskrevs av Lima 1954. Hexachaeta oblita ingår i släktet Hexachaeta och familjen borrflugor. Inga underarter finns listade i Catalogue of Life.